# Xe đạp tại Đại hội Thể thao Đông Nam Á 2023 – Băng đồng loại dần Nữ
Xe đạp băng đồng loại dần nữ tại Đại hội Thể thao Đông Nam Á 2023 diễn ra vào ngày 8 tháng 5 năm 2023, Xiêm Riệp, Campuchia. 12 tuyển thủ đến từ 6 quốc gia khác nhau, mỗi quốc gia 2 tuyển thủ sẻ tranh tài tại đây.

## Huy chương

### Trình độ
| Xếp hạng | Tuyển thủ                                        | Thời gian |
| -------- | ------------------------------------------------ | --------- |
| 1        | Warinthorn Phetpraphan (THA)                     | 1:22.480  |
| 2        | Vipavee Deekaballes (THA)                        | 1:22.594  |
| 3        | Ariana Thea Patrice Evangelista Dormitorio (PHI) | 1:28.542  |
| 4        | Nur Assyria Zainal Abidin (MAS)                  | 1:30.249  |
| 5        | Dara Latifah (INA)                               | 1:30.750  |
| 6        | Phi Kun Pan (MAS)                                | 1:31.379  |
| 7        | Khen Malai (CAM)                                 | 1:31.572  |
| 8        | Quàng Thị Soan (VIE)                             | 1:31.773  |
| 9        | Đinh Thị Như Quỳnh (VIE)                         | 1:36.747  |
| 10       | Yoath Kanika (CAM)                               | 1:43.546  |
| 11       | Naomi Mapanao Gardoce (PHI)                      | 1:53.269  |
| 12       | Sayu Bella Sukma Dewi (INA)                      | 2:00.455  |

### Vòng loại
| Xếp hạng | Tuyển thủ                    | Ghi chú |
| -------- | ---------------------------- | ------- |
| 1        | Warinthorn Phetpraphan (THA) | Q       |
| 2        | Quàng Thị Soan (VIE)         | Q       |
| 3        | Đinh Thị Như Quỳnh (VIE)     |         |

| Xếp hạng | Tuyển thủ                       | Ghi chú |
| -------- | ------------------------------- | ------- |
| 1        | Dara Latifah (INA)              | Q       |
| 2        | Nur Assyria Zainal Abidin (MAS) | Q       |
| 3        | NSayu Bella Sukma Dewi (INA)    | DNS     |

| Xếp hạng | Tuyển thủ                 | Ghi chú |
| -------- | ------------------------- | ------- |
| 1        | Vipavee Deekaballes (THA) | Q       |
| 2        | Khen Malai (CAM)          | Q       |
| 3        | Yoath Kanika (CAM)        |         |

| Xếp hạng | Tuyển thủ                                        | Ghi chú |
| -------- | ------------------------------------------------ | ------- |
| 1        | Ariana Thea Patrice Evangelista Dormitorio (PHI) | Q       |
| 2        | Phi Kun Pan (MAS)                                | Q       |
| 3        | Naomi Mapanao Gardoce (PHI)                      |         |

### Bán kết
| Xếp hạng | Tuyển thủ                       | Ghi chú |
| -------- | ------------------------------- | ------- |
| 1        | Warinthorn Phetpraphan (THA)    | BF      |
| 2        | Dara Latifah (INA)              | BF      |
| 3        | Nur Assyria Zainal Abidin (MAS) | SF      |
| 4        | Quàng Thị Soan (VIE)            | SF      |

| Xếp hạng | Tuyển thủ                                        | Ghi chú |
| -------- | ------------------------------------------------ | ------- |
| 1        | Ariana Thea Patrice Evangelista Dormitorio (PHI) | BF      |
| 2        | Vipavee Deekaballes (THA)                        | BF      |
| 3        | Khen Malai (CAM)                                 | SF      |
| 4        | Phi Kun Pan (MAS)                                | SF      |

### Chung kết
| Xếp hạng | Tuyển thủ                                        | Ghi chú |
| -------- | ------------------------------------------------ | ------- |
| 1        | Dara Latifah (INA)                               |         |
| 2        | Ariana Thea Patrice Evangelista Dormitorio (PHI) |         |
| 3        | Warinthorn Phetpraphan (THA)                     |         |
| 4        | Vipavee Deekaballes (THA)                        |         |

| Xếp hạng | Tuyển thủ                       | Ghi chú |
| -------- | ------------------------------- | ------- |
| 5        | Quàng Thị Soan (VIE)            |         |
| 6        | RKhen Malai (CAM)               |         |
| 7        | Phi Kun Pan (MAS)               |         |
| 8        | Nur Assyria Zainal Abidin (MAS) |         |